# REV (アルバム)
REV（レフ）は出口雅之のソロユニット「REV」のデビュー・アルバム。

## 内容
全曲の編曲・共同サウンドプロデュースは葉山たけし。収録曲の中で一番タイトル名が長い（読みで22文字）「冷たい風が吹くたびに 君のぬくもりを知る」は、関西テレビ系『愛と疑惑のサスペンス』のEDテーマで使用され、ライナーノーツのみ「コーラスは生沢佑一」と表記されている。また、リリース前にLIVE MODE vol.0で新曲として披露された。

## 収録曲
全作詞・作曲：出口雅之（特記以外）
1. 抱きしめたい
2. I just fall in love
3. 甘いKiss Kiss（Album Mix）
4. こわれながら美しくなれ
5. Marie
6. もう誰も愛さないなんて言わないと誓う
7. 灼熱～I can't stop my heart
8. Catch Dream
9. 果てしない夢を（REV Version）
  - 作詞：上杉昇、坂井泉水
10. つめたい風が吹くたびに 君のぬくもりを知る

## 参加ミュージシャン
- 出口雅之 - ボーカル、ギター
  - 葉山たけし - ギター、ベース、プログラミング
  - 生沢佑一 from TWINZER - コーラス
  - 栗林誠一郎 from ZYYG - コーラス
  - 古川真一 - コーラス